# کوپرنو
کوپرنو (به لهستانی:  Koperno) یک روستا در لهستان است که در گمینا گوبین واقع شده‌است.